# アンフォ
アンフォ（伊: Anfo）は、イタリア共和国ロンバルディア州ブレシア県にある、人口約400人の基礎自治体（コムーネ）。

## 地理

### 位置・広がり
ブレシア県東部、イドロ湖畔のコムーネ。県都ブレシアから北東へ33km、州都ミラノから東北東へ107kmの距離にある。

#### 隣接コムーネ
隣接するコムーネは以下の通り。
- バゴリーノ
- イドロ
- ラヴェノーネ

### 地震分類
イタリアの地震リスク階級 (it) では、3 に分類される
。

## 行政

### 山岳部共同体
広域行政組織である山岳部共同体「ヴァッレ・サッビア山岳部共同体」 (it:Comunità montana della Valle Sabbia) （事務所所在地: ヴェストーネ）を構成するコムーネの一つである。